# Grand Supreme Blood Court
A Grand Supreme Blood Court egy holland death metal együttes. 2009-ben alakultak meg Twente-ben. Eddig egy albumot jelentettek meg, 2012-ben, a Century Media gondozásában. A zenekar tervezi egy második album készítését is, de egyelőre még semmit nem tudni erről a lemezről. Az Encyclopaedia Metallum szerint "The Company of Undertakers" néven kezdték pályafutásukat.

## Tagjai
- Bob Bagchus - dob (2009–)
- Eric Daniels - gitár (2009–)
- Alwin Zuur - gitár (2009–)
- Martin van Drunen - ének (2009–)
- Remco Kreft - basszusgitár (2013–)

## Korábbi tagok
- Theo van Eekelen - basszusgitár (2009–2013)

## Diszkográfia
- Bow Down Before the Blood Court (2012)